# 60分放し飼い
『60分放し飼い』（ろくじっぷんはなしがい）は、1989年10月8日（10月7日深夜）から1990年9月30日（9月29日深夜）まで日本テレビが土曜日深夜1時台に編成していた単発特別番組枠。

## 概要
毎週週替わりで、バラエティの他、ドラマ、音楽、コメディ、情報、ドキュメンタリー、トーク、討論とジャンルを問わず様々な企画で放送。また当時時を同じくして同じ日本テレビで放送されていた『LIVE笑ME!!』において、合計10ポイントを獲得したチャンピオンに賞品として贈られていたスペシャル番組の放映権は、全て本枠で放送されていた（LIVE笑ME!!#歴代チャンピオンのスペシャル番組も参照）。

## 放送時間
- 土曜日深夜（日曜日） 1:05 - 2:00 （1989年10月7日 - 1990年3月24日）
- 土曜日深夜（日曜日） 1:10 - 2:05 （1990年4月7日 - 1990年9月29日）

## 放送リスト
（参考：）
| 週数 | 放送日 （当日の深夜） | タイトル                                                 | 内容 |
| ---- | --------------------- | -------------------------------------------------------- | --- |
| 1    | 1989年10月7日         | サラリーマン天国                                         | - 出演：斉木しげる、大河内浩、田口トモロヲ - 明るいサラリーマンの世界をパロディー風に紹介 - 「新人類サラリーマンの世界」「オフィスのあるないアルバム」など |
| 2    | 1989年10月14日        | NAONのYAON                                               | - 1989年9月17日開催分の中継録画放送 - 出演：SHOW-YA、プリンセス プリンセス、NOKKO、杏子、兵藤ゆき 他 - その他の出演はNAONのYAON#出演者を参照 |
| 3    | 1989年10月21日        | HIP OF BIRD                                              | - 出演：テンション、キッドカット、SET隊 ／ 語り手：Mr.オクレ - 世の中の様々なキーワードを集めてしりとり式につなぎ、様々な情報を紹介 - 「HIP OF BIRD」の「ド」から、「土井たか子」でスタート。その他主なテーマに 「後ウマイヤ朝」「海」「ミツ子かお前は」など。最後は「ホモ」で終わる構成。 |
| 4    | 1989年10月28日        | ドラマ 「RASHの電撃的東京物語」                          | - 出演：RA$H、ビシバシステム、井ノ上優 他 - 1989年9月10日（日曜日）14:00 - 14:55に日本テレビで放送された分の再放送。 |
| 5    | 1989年11月4日         | ギャグナイト症候群・ 笑いの養成ギプス                    | - 出演：爆笑問題、Z-BEAM、桜組、渡辺正行 他 - 深夜喫茶、コンビニ、レンタルビデオショップ、テレクラなど、深夜に人が集まる 場所での様々な人間模様をテーマにしてドラマ風にコントで綴る。 |
| 6    | 1989年11月11日        | ドラマ 「ジャスト・ラヴァーズ」                          | - 桜沢エリカ原作の作品のドラマ化。 - 第1話：「ジャスト・ラヴァーズ」（出演：小森愛、唐沢寿明、四方堂亘） - 第2話：「フレンズ」（出演：麻生澪、幕末塾・左鈴気） - 第3話：「くせになるかも」（出演：牧本千幸、沢向要士） - 第4話：「遠くで光ってる」（出演：森永千代子、冨家規政） |
| 7    | 1989年11月18日        | プリンセス プリンセス スペシャル 「TV FOR LOVERS」       | - プリンセス プリンセスに密着取材した特集企画。 |
| 8    | 1989年11月25日        | 芝居に行こうよ!                                          | - 出演：野田秀樹、鴻上尚史、川村毅、岡部まり、 夢の遊眠社、第三舞台、自転車キンクリート 他 - 小劇団や劇場のレポートの他、そのブームの背景を探る。 |
| 9    | 1989年12月2日         | 決定! ガハハ大賞                                         | - 1989年のお笑い界の新人たちを対象に「ベスト・ファイティング・リゲイン賞」 「ベスト・ハニー&レモン賞」「ベスト・トップブリーダー賞」などの各賞を授与。 - 出演（ノミネート）：テンション、ホンジャマカ、MEN-Z-KAN、キッドカット、SET隊 - プレゼンター：ピンクの電話、ラッキィ池田、羽賀研二、ジミー大西 |
| 10   | 1989年12月9日         | トーク爆発!! 激動の東欧・ 国境がなくなる日               | - 出演：舛添要一、猪瀬直樹 他 ／ 司会：櫻井良子、真山勇一 |
| 11   | 1989年12月16日        | あっ!                                                    | - ドラマ仕立てで構成した作品。当時日本テレビで放送されていたお笑い番組 『LIVE笑ME!!』のチャンピオンの賞品として贈られた「自分をメインとした スペシャル番組の放映権」で制作された番組（第1弾）。 - 出演：SET隊、芳本美代子 他 - 脚本：尾西兼一 ／ 演出：櫨山裕子 |
| 12   | 1990年1月13日         | 中尊寺ゆつこのお嬢だん                                   | - 原作者・中尊寺ゆつこの自作自演ドラマ。 - 出演：中尊寺ゆつこ、原律子、重田千穂子、きたろう、竹熊健太郎、加納幸和、花組芝居 他 |
| 13   | 1990年1月20日         | タレント・ショップス感謝祭                               | - 当時東京・原宿を中心にブームがピークを迎えていたタレントショップ情報の特集企画。 - 出演：西村知美、キッドカット、テンション - 司会：小倉淳、鈴木君枝 |
| 14   | 1990年1月27日         | TVばかぼん ～ズームイン朝まで待てない!                   | - 1989年10月 - 12月に放送されていた『全員出席!笑うんだってば』の復活的企画で、 当時同じ日本テレビで放送されていた『ズームイン!!朝!』のパロディ企画を放送。 - 出演：ダウンタウン、B21スペシャル、ピンクの電話、SET隊、稲川淳二、原田和美 - 主な内容 - 『AVいれコミ情報』…出演：藤木流花 - 『Mr.淳二のワンポイント英会話』…稲川淳二が新宿へ出て、 通行人とエッチな英会話で遊ぶ。 - 『原田和美の夜のポエム』…渋谷のホテル街の中で詩を朗読。 - 『笑うんだってば』を“追悼”する企画。 |
| 15   | 1990年2月3日          | 横浜哀愁ストーリー ラスト・シーン                        | - 別れた恋人と再会して心が揺れ動く、男女の様子を描いたドラマ。 - 出演：高樹沙耶、柳沢慎吾、伊原剛志、結城めぐみ 他 - 脚本：加藤正人 ／ 演出：田中芳樹 |
| 16   | 1990年2月10日         | 輝け第1回噂話大賞                                        | - 出演：立川談志、上岡龍太郎、小室直樹、野沢直子、山本晋也、内藤陳、毒蝮三太夫 他 - 当時日本テレビの深夜で放送されていた『家元ショー・ダダダダッ!談志ダッ!!』 のメンバーが集結し、「噂」をテーマに激論を展開する。 |
| 17   | 1990年2月17日         | 夜メロ・25時の恋人達                                     | - 真夜中ならではの“アブない”雰囲気のメロドラマ2本で構成。 - 1本目：「女教師からの伝言ダイヤル」（出演：西慶子、森雅彦、美村未紀 他） - 2本目：「覗かれた女」（出演：酒主結美、中村方隆、羽場裕一 他） - 案内人：福留功男 - 脚本：畑啓美 ／ 演出：篠木為八男 |
| 18   | 1990年2月24日         | TVばかぼん ～ズームイン朝まで待てない!・2                | - 1990年1月27日放送の階に続く第2弾。 - 出演：ダウンタウン、B21スペシャル、ピンクの電話、SET隊、稲川淳二、原田和美 - 主な内容 - 『AVいれコミ情報』…出演：広田まみ、工藤ひとみ - 稲川淳二の『ワンポイント英会話』 - 『3分31秒』…SET隊らが制限時間付きのコントを行い、しっかり3分31秒で収める ことが出来るか時間の正確さを競う。 |
| 19   | 1990年3月3日          | 爆笑問題スペシャル 黒い電波                              | - 『LIVE笑ME!!』チャンピオンがメインのスペシャル番組（第2弾）。 - 出演：爆笑問題、高田純次、山瀬まみ、片岡鶴太郎、 デーブ・スペクター、河崎健男（キリングセンス）、堀内康浩（放送作家） - 内容：「ラッキー忌野ショー・死者予言」「討論・放送禁止用語を考える」 「毒蝮三太夫（田中扮する）」「クイズ！この顔にピーンときたら」「討論・TVを考える」 「ドッキリカメラ」「金属バッド」「討論・TVが最後に映すものは何か?」                                                           |
| 20   | 1990年3月10日         | ドラマ 「モダンガールズ」                                | - OLたちの恋心と本音をリアルに描くドラマ。 - 出演：自転車キンクリート、向井亜紀、川崎麻世、京晋佑 他 - 脚本：飯島早苗 ／ 演出：鈴木裕美 |
| 21   | 1990年3月17日         | 落合信彦スペシャル                                       | - キャスター：落合信彦 ／ 出演：石原慎太郎、ビル・ブラッドリー（民主党上院議員） - 「日米貿易摩擦」「日米危機」問題などをテーマに、日米間を衛星中継で結び、 激論を交わす。 |
| 22   | 1990年3月24日         | 落合信彦スペシャル                                       | - キャスター：落合信彦 ／ 出演：石原慎太郎、ビル・ブラッドリー（民主党上院議員） - 「日米貿易摩擦」「日米危機」問題などをテーマに、日米間を衛星中継で結び、 激論を交わす。 |
| 23   | 1990年4月7日          | レディースマンション物語                                 | - マンションで一人暮らしをする若い女性の姿を現実的な観点から描く、 3本のオムニバス形式のドラマ。 - 出演：吉川十和子、磯野貴理子、川田あつ子 他 - 脚本：明石典子 ／ 演出：新井三郎 |
| 24   | 1990年4月14日         | テンションスペシャル・ NTVジャパン                       | - 『LIVE笑ME!!』チャンピオンがメインのスペシャル番組（第3弾）。 - 出演：テンション、高田純次、山瀬まみ、久本雅美 - 主な内容 - MTVジャパンのパロディの音楽コント - 「討論会パロディ・10人の武田鉄矢」…テンション、松竹梅ら10人が武田が演じた 金八先生になり切って、「3年B組の問題」などについてトーク、 鉄骨飲料のパロディ「豚骨飲料」のCMソングに合わせて歌い踊る、など |
| 25   | 1990年4月21日         | TOKIO TE-DIO 山田・森脇の60分しゃべりっぱなし            | - 出演：山田雅人、森脇健児 - 「テレビ+レディオ」で「テ・ディオ」と題し、当時読売テレビで放送されていた 『ざまぁKANKAN!』を東京で再現した企画と言われた、 ラジオの手法をテレビに持ち込んだ生放送バラエティ。 - 主な企画に「おたよりコーナー」「電話でおしゃべり」（出演希望者に無差別に 電話をつなぐ）など。 - ゲスト：仁藤優子 |
| 26   | 1990年4月28日         | 爆笑! ケニー・エヴェレット ショー                        | - ケニーが過激なブラックジョークでイギリス政界や王室を斬りまくり、 お色気シーンも見せる。 - ローリング・ストーンズのメンバーのビル・ワイマンもコントを披露。 |
| 27   | 1990年5月5日          | ちょっとジェニーな物語                                   | - こどもの日のスペシャル企画。タカラの人形、ジェニーを主人公にしたドラマ作品。 ボーイフレンドのジェフ、レイフも登場。 - ドラマはスポ根ものの『太陽にシュート!!』、スチュワーデスものの2本立て。 - 「ジェニー情報」コーナーではピンクの電話が出演。 - ジェニーファンゲスト：松本伊代、森口博子 |
| 28   | 1990年5月12日         | 街から恋のなくなる日                                     | - 企画・原案・主演：兵藤ゆき。兵藤の初主演ドラマ。 - その他の出演：佐藤裕、美村未紀、中島陽典 他 - 脚本：今井詔二 ／ 演出：篠木為八男 |
| 29   | 1990年5月19日         | 山田・森脇のれ・い・でぃ・おII                           | - 出演：山田雅人、森脇健児 - 山田・森脇企画第2弾。前回に続いてラジオ的番組感覚にこだわり、夜の街を実況しながら 歩く。二人がとある繁華街の中で通行人にテレクラカードを配布、 そのカードにある番号の電話の前で二人が待ち構える。 |
| 30   | 1990年5月26日         | 爆笑連発ホンジャマカTV                                   | - 『LIVE笑ME!!』チャンピオンがメインのスペシャル番組（第4弾）。 - 出演：ホンジャマカ、武田有造 他 - 主な内容 - 「まずいフライパン」（昼間でも流行らないような飲食店のリポート） 「子ども電話相談室」「テツコの部屋」（「テツコ」という女子の部屋の紹介だけ） など、番組パロディーコント。 - ドキュメンタリー風コント『巨大な鳩のフンの謎に挑む!』 - リポビタンDのCMパロディ…呼ばれてもいない所に勝手に出て 「ファイト! 一発!」と叫ぶ                                            |
| 31   | 1990年6月2日          | NTV新人研修in八丈島'90                                   | - 八丈島で5日間にわたって行われた、この年の日本テレビ新入社員の新人研修の模様を まとめたドキュメンタリー。 - 営業研修から八丈島のPRビデオ制作、島民参加の綱引き大会、自作の凧揚げ大会、 女子社員捜索ゲーム、生卵立たせ大会などが行われた。 |
| 32   | 1990年6月9日          | 危篤の天才映画作家 田村昇エイド                          | - 田村昇の人物像などを探る特別企画。 |
| 33   | 1990年6月16日         | ガキの使いやあらへんで! スペシャル                       | - 出演：ダウンタウン、今田耕司、東野幸治、130R 他 - トークとコント、本編では未公開だったダウンタウンの漫才など中心の業界内幕バラエティ。 - トークでは「吉本大御所タレント勢力相関」がテーマのものなど。 - 放送禁止ギリギリと言われたネタの披露、当時の吉本興業の若手タレント紹介とネタ披露 （オールディーズ、ボブキャッツ）など。 |
| 34   | 1990年6月23日         | 足のサイズを越えたら…                                    | - スペシャルドラマ作品。 - 出演：ピンクの電話、チャイルズ、杉田秀之 他 - 原作：秋元康 ／ 脚本：井辺靖 ／ 演出：佐光千尋 |
| 35   | 1990年6月30日         | 出版界の舞台裏! 文春24時                                 | - 文藝春秋に密着、同社の雑誌の週刊文春、Number、CREA各編集部を取材。 - また一人の記者に密着してその行動の記録や、営業マンの活動、雑誌販売後の反響も紹介。 - ナレーター：福澤朗 |
| 36   | 1990年7月7日          | 音楽百面相                                               | - 出演：小林幸子、神野美伽、バブルガム・ブラザーズ |
| 37   | 1990年7月14日         | ロックンロールトイズボックス                             | - この年5月のトイズファクトリーレーベルの発足を記念して、5月に代々木体育館で行われた コンサートの模様を、出演者のインタビューと楽屋の様子も交えて紹介。 - 出演：筋肉少女帯、THE BELL'S、JUN SKY WALKER(S)、THE RYDERS、かまいたち、 THE MARQUEES - 司会：大槻ケンヂ、西田ひかる |
| 38   | 1990年7月21日         | 第三舞台スペシャル 「ビコーズ・オブ・ザ・サマー」        | - 密室のエレベータースペシャルドラマ作品。 - 出演：勝村政信、樫原ゆかり、伊藤正宏、長野里美（第三舞台） |
| 39   | 1990年7月28日         | Z-BEAM TVライブVOL.1                                     | - 『LIVE笑ME!!』チャンピオンがメインのスペシャル番組（第5弾）。 - 出演：Z-BEAM、高田純次 他 - テレビドラマ「ゆうひが丘の総理大臣」のパロディードラマ「自由が丘の書記長」、 ショートコント「わけのわからない奴」「学生演劇な奴ら」「旅立てジャック」 「越後屋物語シリーズ」などで構成。 |
| 40   | 1990年8月4日          | 驚異!?超能力治療の謎                                     | - 出演：松尾貴史、ゆうゆ、糸井重里、高塚光 ／ 司会：青島幸男 |
| 41   | 1990年8月11日         | ミッドナイトメロドラマ・ 25時の恋人達2                   | - 2本のメロドラマで構成。 - 1本目「スリリングな三角関係」- 出演：矢田裕貴、青柳秀侑、岩城正剛 他 - 2本目「天国から来た婚約者」- 出演：平山良巳、小林こずえ 他 - 案内人：福留功男 |
| 42   | 1990年8月18日         | 演歌な時間                                               | - 日常社会におけるストレスの臨床例をドラマ仕立てで構成し、 その怒りや鬱憤を有名な演歌の曲に置き換えて紹介。 - 出演：だるま食堂、モロ師岡、ホンジャマカ 他 |
| 43   | 1990年9月8日          | 妖花マンドラゴラの姉妹                                   | - 円谷映像制作のドラマ作品。 - 出演：長山洋子、筒井由美子、風見しんご、毒蝮三太夫、深谷隆 他 - 制作：伊藤和明、円谷粲 - プロデューサー：金井芳広、阿部宏司 - 原案：武上純希 ／ 脚本：中弘子 ／ 演出：千葉英樹 |
| 44   | 1990年9月22日         | 180の男                                                  | - 記憶を失った主人公・岬洋平（川岸）の前に次々と女の子が現れ、その全員が 洋平が記憶を失っている間に彼と会ったと主張して来たので、洋平を悩ませる。 - 出演：川岸晋也、松本伊代、梶原真理子、藤本あき、清水美子、松本貴子、越智静香 他 - 脚本：井辺靖 ／ 演出：堤幸彦 |
| 45   | 1990年9月29日         | ロキュメント・ DREAMS COME TRUE 「みんな幸せになろうネ」 | - DREAMS COME TRUEに密着取材し、吉田美和の出身地の北海道・十勝地方のロケも交え、 その魅力に迫る音楽ドキュメント。 |